# Dangastermoor
Dangastermoor ist ein Stadtteil von Varel im Landkreis Friesland in Niedersachsen.

## Lage
Der Ort liegt zwischen dem nördlich gelegenen Dangast und dem südöstlich gelegenen Kernbereich von Varel. Am westlichen Ortsrand verläuft die A 29.

## Geschichte
Dangastermoor war bis zum 30. Juni 1972 Teil der Gemeinde Varel-Land.

## Sport
Der TuS Dangastermoor e. V. von 1910 wurde im März 1910 unter dem Namen „Freie Turnerschaft Dangastermoor“ gegründet und hat heute rund 930 Mitglieder. Er bietet die Sparten Turnen/Gymnastik, Fußball, Tischtennis, Handball, Volleyball, Jiu-Jitsu und REHA-Sport an. Der Verein verfügt über keine eigenen Sportstätten, sondern nutzt die von der Stadt Varel oder dem Landkreis Friesland zur Verfügung gestellten Sportstätten in Varel. 2005 konnte trotzdem ein eigenes Vereinsheim auf dem Sportplatz Langendamm eingeweiht werden.